# Nightlife (album)
Nightlife är ett musikalbum av Pet Shop Boys från 1999. Det är inriktad på New Yorks nattliv och det märks inte minst i singeln New York City Boy.

## Låtlista
1. For your own good
2. Closer to heaven
3. I don't know what you want but I cant give it anymore
4. Happiness is an option
5. You only tell me you love me when you're drunk
6. Vampires
7. Radiophonic
8. The only one
9. Boy Strange
10. In Denial (duett med Kylie Minogue)
11. New York City Boy
12. Footsteps